# استار کینگ
استار کینگ (کره‌ای: 놀라운 대회 스타킹; هانجا: 놀라운大會 스타킹) یک برنامه تلویزیونی محصول کره جنوبی است که برای اولین بار در ۱۳ ژانویه ۲۰۰۷ از شبکه اس‌بی‌اس پخش شد. استار کینگ اولین نمایش تلویزیونی در کره بود که هم بصورت آنلاین و هم همزمان در تلویزیون اجرا می‌شد. آخرین قسمت سریال استار کینگ در ۹ اوت ۲۰۱۶ پخش شد.